# Heston Blumenthal
Heston Marc Blumenthal, född 27 maj 1966 i London, är en brittisk kock och ägare av bland annat den trestjärniga restaurangen The Fat Duck. Blumenthal är en förespråkare av att utnyttja naturvetenskaplig förståelse i matlagning och en av föregångarna inom molekylär gastronomi, även om han själv inte använder begreppet.